# Кому на Русі жити...
«Кому на Русі жити…» (рос. «Кому на Руси жить…») — радянський художній фільм 1989 року, знятий на Кіностудії імені Максима Горького.

## Сюжет
Після закінчення війни Бачурін (О. Булдаков) з нагородами повернувся додому, де на нього чекала родина і величезний сад, який він любив з дитинства. Але вийшов указ про обкладення податком фруктових дерев, що знаходяться в приватних володіннях. І Бачурін занапастив сад, обшпаривши яблуні окропом. Так він отримав свій перший великий термін… У 1953 році повернувся до осиротілих синів. Зустрівши на одній з вечірок жінку, виїхав на заробітки і наказав чекати. Але та вийшла заміж, і він, не в силах пробачити зради, підпалив її будинок і отримав другий термін…

## У ролях
- Олексій Булдаков —  Іван Бачурін
- Галина Макарова —  баба Маня, мати Івана
- Андрій Болтнєв —  капітан Свідерський
- Вадим Вільський — слідчий
- Борис Новиков —  Никодим Петрович
- Наталя Єгорова —  Віра
- Ірина Чериченко —  Катя
- Сергій Гармаш —  «Барсук»
- Іван Єкатериничев —  старий-«зек»
- Юрій Іцков — Гена

## Знімальна група
- Автор сценарію: Едуард Володарський
- Режисер:  Михайло Вєдишев
- Оператор: Олександр Антипенко
- Художник: Валерій Іванов